# Bruno Martins Indi
Rolando Maximiliano Martins Indi, plus connu sous le nom de Bruno Martins Indi, est un footballeur international néerlandais originaire de Guinée-Bissau, né le 8 février 1992 à Barreiro au Portugal. Évoluant au poste de défenseur central, il joue actuellement au Sparta Rotterdam.

## Biographie

### Feyenoord Rotterdam
Il commence sa carrière avec le Feyenoord Rotterdam en Eredivisie en 2010. Il s'impose rapidement dans l'équipe première. Ses bonnes performances lui permettent d'être convoqué en équipe nationale en 2012.

### FC Porto
Il rejoint le FC Porto à l'été 2014 pour 6,5 millions d'euros.

### Stoke City
Il est prêté au club anglais de Stoke City pour la saison 2016-2017, avant d'y être définitivement transféré le 11 août 2017.

### AZ Alkmaar
Le 6 octobre 2020, Bruno Martins Indi est prêté jusqu'à la fin de la saison par Stoke City à l'AZ Alkmaar,. Il fait ainsi son retour aux Pays-Bas.
Le 5 juillet 2021, Bruno Martins Indi s'engage définitivement avec l'AZ. Il signe un contrat courant jusqu'en juin 2025.

### En sélection
Il participe à la Coupe du monde de football 2014. Il atteint avec ses coéquipiers les demi-finales contre l'Argentine de Lionel Messi où ils s'inclinent aux tirs au but.

## Statistiques
| Saison                | Club                  | Championnat           | Championnat | Championnat | Coupe(s) nationale(s) | Coupe(s) nationale(s) | Supercoupe | Supercoupe | Compétition(s) continentale(s) | Compétition(s) continentale(s) | Compétition(s) continentale(s) | Pays-Bas | Pays-Bas | Total | Total |
| Saison                | Club                  | Division              | M.          | B.          | M.                    | B.                    | M.         | B.         | Comp.                          | M.                             | B.                             | M.       | B.       | M.    | B.    |
| 2010-2011             | Feyenoord Rotterdam   | Eredivisie            | 15          | 1           | -                     | -                     | -          | -          | C3                             | 2                              | 0                              | -        | -        | 17    | 1     |
| 2011-2012             | Feyenoord Rotterdam   | Eredivisie            | 29          | 1           | 2                     | 0                     | -          | -          | -                              | -                              | -                              | -        | -        | 31    | 1     |
| 2012-2013             | Feyenoord Rotterdam   | Eredivisie            | 32          | 1           | 3                     | 0                     | -          | -          | C1+C3                          | 2+2                            | 0                              | 9        | 2        | 48    | 3     |
| 2013-2014             | Feyenoord Rotterdam   | Eredivisie            | 26          | 2           | -                     | -                     | -          | -          | -                              | -                              | -                              | 13       | 0        | 39    | 2     |
| Sous-total            | Sous-total            | Sous-total            | 102         | 5           | 5                     | 0                     | -          | -          | -                              | 6                              | 0                              | 22       | 2        | 135   | 7     |
| 2014-2015             | FC Porto              | Primeira Liga         | 24          | 2           | 2                     | 0                     | -          | -          | C1                             | 11                             | 0                              | 8        | 0        | 45    | 2     |
| 2015-2016             | FC Porto              | Primeira Liga         | 23          | 0           | 4                     | 0                     | -          | -          | C1+C3                          | 6+1                            | 0+0                            | 1        | 0        | 35    | 0     |
| Sous-total            | Sous-total            | Sous-total            | 47          | 2           | 6                     | 0                     | -          | -          | -                              | 18                             | 0                              | 9        | 0        | 80    | 2     |
| 2016-2017             | Stoke City (prêt)     | PL                    | 35          | 1           | 2                     | 0                     | -          | -          | -                              | -                              | -                              | 3        | 0        | 40    | 1     |
| 2017-2018             | Stoke City            | PL                    | 17          | 0           | 2                     | 0                     | -          | -          | -                              | -                              | -                              | -        | -        | 19    | 0     |
| 2018-2019             | Stoke City            | Championship          | 10          | 1           | 2                     | 0                     | -          | -          | -                              | -                              | -                              | -        | -        | 12    | 1     |
| Sous-total            | Sous-total            | Sous-total            | 62          | 2           | 6                     | 0                     | -          | -          | -                              | -                              | -                              | 3        | 0        | 71    | 2     |
| Total sur la carrière | Total sur la carrière | Total sur la carrière | 211         | 9           | 17                    | 0                     | -          | -          | -                              | 24                             | 0                              | 34       | 2        | 286   | 11    |